# Francisco Pérez Cubas
Francisco Pérez Cubas, conegut com a Quique, (Santa Cruz de Tenerife, 21 de novembre de 1912 - Santa Cruz de Tenerife, 12 de novembre de 1991) fou un futbolista espanyol de les dècades de 1930 i 1940.
Fou jugador del CD Tenerife durant tota la dècada de 1930. Finalitzada la guerra civil es traslladà a Catalunya on continuà la seva carrera. Fitxà pel RCD Espanyol, disputant 17 partits de lliga i 2 de copa amb l'equip. La temporada 1940-41 fitxà pel FC Barcelona, jugant cinc partits més a primera divisió. A continuació passà a formar part del CE Sabadell i del Club Esportiu Constància d'Inca. Els seus darrers clubs foren el CF Vilanova, el Reus Deportiu i la UD Huesca.